# Брстник
Брстник (словен. Brstnik) — поселення в общині Лашко, Савинський регіон, Словенія. Висота над рівнем моря: 370,4 м. 